# Département de Tafí Viejo
Le département de Tafí Viejo est une des 17 subdivisions de la province de Tucumán, en Argentine. Son chef-lieu est la ville de Tafí Viejo.
Le département a une superficie de 1 210 km2. Sa population s'élevait à 108 017 habitants, suivant le recensement de 2001 (source : INDEC). Elle comptait 64 661 habitants en 2005 (INDEC).

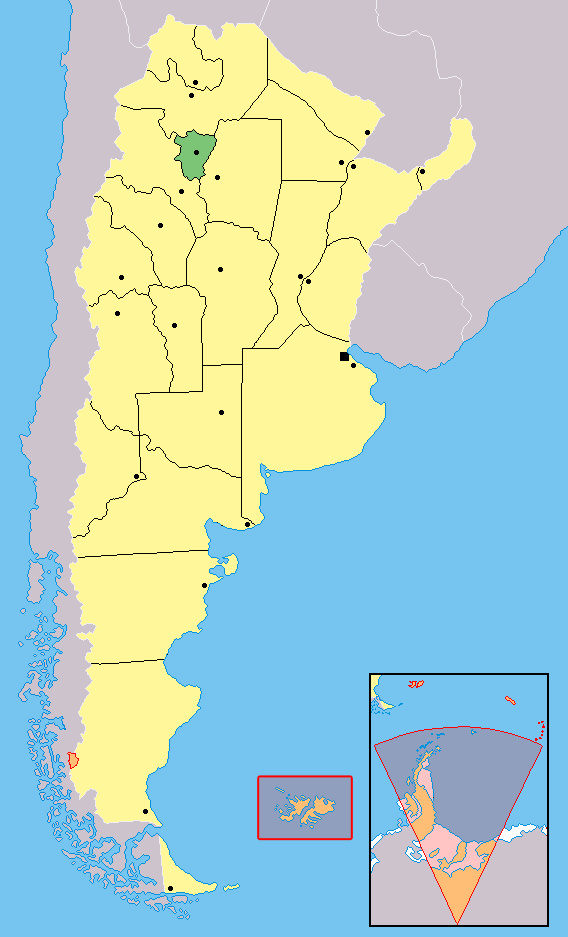
Localisation de la province de Tucumán en Argentine